# Каліське воєводство (1975—1998)
Каліське воєводство (пол. województwo kaliskie) — адміністративно-територіальна одиниця Польщі найвищого рівня, яка існувала у 1975—1998 роках.
Являло собою одну з 49 основних одиниць адміністративного поділу Польщі, які були скасовані в результаті адміністративної реформи Польщі 1998 року.
Займало площу 6512 км². Адміністративним центром воєводства було місто Каліш. Після адміністративної реформи воєводство припинило своє існування і його територія відійшла до Великопольського, Нижньосілезького та Лодзинського воєводств.

## Районні адміністрації
- Районна адміністрація в Яроцині для гмін: Ярачево, Яроцин, Котлін та Жеркув
- Районна адміністрація в Каліші для гмін: Блізанув, Бжезіни, Цекув-Кольонія, Ґодзеше-Вельке, Козьмінек, Ліскув, Мицелін, Нове Скальмежице, Опатувек, Ставішин, Щитники, Желязкув та міста Каліш
- Районна адміністрація у Кемпно для гмін: Баранув, Болеславець, Бралін, Частари, Дзядова Клода, Ґалевіце, Кемпно, Ленка-Опатовська, Лубніце, Мендзибуж, Пежув, Рихталь, Сокольники, Сицув, Тшциниця та Верушув
- Районна адміністрація у Кротошині для гмін: Козьмін, Кротошин, Роздражев, Здуни та місто Сульмежице
- Районна адміністрація в Оструві-Велькопольському для гмін: Одолянув, Острув-Велькопольський, Пшигодзіце, Рашкув, Серошевіце, Сосне та міста Острув-Велькопольський
- Районна адміністрація в Остшешуві для гмін: Чайкув, Дорухув, Ґрабув-над-Просною, Кобиля Ґура, Крашевіце, Мікстат та Остшешув
- Районна адміністрація у Плешеві для гмін: Хоч, Чермін, Добжиця, Гізалкі, Голухув та Плешев.

## Міста
Чисельність населення на 31.12.1998:
- Каліш – 106 641
- Острув-Велькопольський – 74 728
- Кротошин – 29 221
- Яроцин – 25 935
- Плешев – 18 512
- Кемпно – 15 041
- Остшешув – 14 637
- Сицув – 10 670
- Верушув – 9330
- Козьмін-Великопольський – 6700
- Нове Скальмежице – 5100
- Одолянув – 5000
- Здуни – 4500
- Сульмежице – 2200
- Мендзибуж – 2161
- Жеркув – 2100
- Рашкув – 2048[3]
- Грабув-над-Просною – 1985[4]
- Мікстат – 1900
- Ставішин – 1572[3]

## Населення
- 1975 – 644 000
- 1980 – 668 000
- 1985 – 696 400
- 1990 – 710 700
- 1995 – 722 000
- 1998 – 724 800